# Thai Binh (provins)
Thai Binh (på vietnamesiska Thái Bình) är en provins i norra Vietnam. Provinsen består av stadsdistriktet Thai Binh (huvudstaden) samt sju landsbygdsdistrikt: Dong Hung, Hung Ha, Kien Xuong, Quynh Phu, Thai Thuy, Tien Hai samt Vu Thu.